# Oleksandr Svatok
Oleksandr Serhijovyč Svatok (in ucraino Олександр Сергійович Сваток?; Kam"jans'ke, 27 settembre 1994) è un calciatore ucraino, difensore dell'Austin FC e della nazionale ucraina.

## Caratteristiche tecniche
È un difensore centrale.

## Carriera

### Club
Cresciuto nelle giovanili del Dnipro, ha esordito in prima squadra il 28 novembre 2013 in occasione del match di UEFA Europa League vinto 4-1 contro il Pandurii.
Nel mercato estivo del 2017 viene acquistato dallo Zorja.

### Nazionale
Ha giocato nelle nazionali giovanili ucraine Under-19 ed Under-21.
Il 26 marzo 2023 esordisce in nazionale maggiore nella sconfitta per 2-0 contro l'Inghilterra.

## Statistiche

### Presenze e reti nei club
Statistiche aggiornate al 24 Settembre 2018.
| Stagione        | Squadra         | Campionato      | Campionato | Campionato | Coppe nazionali | Coppe nazionali | Coppe nazionali | Coppe continentali | Coppe continentali | Coppe continentali | Altre coppe | Altre coppe | Altre coppe | Totale | Totale | Totale |
| Stagione        | Squadra         | Comp            | Pres       | Reti       | Comp            | Pres            | Reti            | Comp               | Pres               | Reti               | Comp        | Pres        | Reti        | Pres   | Reti   |        |
| --------------- | --------------- | --------------- | ---------- | ---------- | --------------- | --------------- | --------------- | ------------------ | ------------------ | ------------------ | ----------- | ----------- | ----------- | ------ | ------ | ------ |
| 2013-2014       | Dnipro          | PL              | 0          | 0          | CU              | 0               | 0               | UEL                | 1                  | 0                  |             | -           | -           | 1      | 0      |        |
| 2014-gen. 2015  | Volyn'          | PL              | 4          | 0          | CU              | 2               | 0               |                    | -                  | -                  |             | -           | -           | 6      | 0      |        |
| gen.-giu. 2015  | Dnipro          | PL              | 5          | 0          | CU              | 1               | 0               | UEL                | 0                  | 0                  |             | -           | -           | 6      | 0      |        |
| 2015-2016       | Dnipro          | PL              | 3          | 0          | CU              | 2               | 0               | UEL                | 0                  | 0                  |             | -           | -           | 5      | 0      |        |
| 2016-2017       | Dnipro          | PL              | 31         | 0          | CU              | 3               | 0               |                    | -                  | -                  |             | -           | -           | 34     | 0      |        |
| Totale Dnipro   | Totale Dnipro   | Totale Dnipro   | 39         | 0          |                 | 6               | 0               |                    | 1                  | 0                  |             | -           | -           | 46     | 0      |        |
| 2017-2018       | Zorja           | PL              | 25         | 1          | CU              | 1               | 0               | UEL                | 6                  | 1                  |             | -           | -           | 32     | 2      |        |
| 2018-2019       | Zorja           | PL              | 8          | 0          | CU              | 0               | 0               | UEL                | 4                  | 0                  |             | -           | -           | 12     | 0      |        |
| Totale carriera | Totale carriera | Totale carriera | 76         | 1          |                 | 9               | 0               |                    | 11                 | 1                  |             | -           | -           | 96     | 2      |        |

### Cronologia presenze e reti in nazionale
| Cronologia completa delle presenze e delle reti in nazionale ― Ucraina | Cronologia completa delle presenze e delle reti in nazionale ― Ucraina | Cronologia completa delle presenze e delle reti in nazionale ― Ucraina | Cronologia completa delle presenze e delle reti in nazionale ― Ucraina | Cronologia completa delle presenze e delle reti in nazionale ― Ucraina | Cronologia completa delle presenze e delle reti in nazionale ― Ucraina | Cronologia completa delle presenze e delle reti in nazionale ― Ucraina | Cronologia completa delle presenze e delle reti in nazionale ― Ucraina |
| Data                                                                   | Città                                                                  | In casa                                                                | Risultato                                                              | Ospiti                                                                 | Competizione                                                           | Reti                                                                   | Note                                                                   |
| ---------------------------------------------------------------------- | ---------------------------------------------------------------------- | ---------------------------------------------------------------------- | ---------------------------------------------------------------------- | ---------------------------------------------------------------------- | ---------------------------------------------------------------------- | ---------------------------------------------------------------------- | ---------------------------------------------------------------------- |
| 26-3-2023                                                              | Londra                                                                 | Inghilterra                                                            | 2 – 0                                                                  | Ucraina                                                                | Qual. Euro 2024                                                        | -                                                                      |                                                                        |
| 19-6-2023                                                              | Trnava                                                                 | Ucraina                                                                | 1 – 0                                                                  | Malta                                                                  | Qual. Euro 2024                                                        | -                                                                      | 90+5’                                                                  |
| 14-10-2023                                                             | Praga                                                                  | Ucraina                                                                | 2 – 0                                                                  | Macedonia del Nord                                                     | Qual. Euro 2024                                                        | -                                                                      | 87’                                                                    |
| 17-10-2023                                                             | Ta' Qali                                                               | Malta                                                                  | 1 – 3                                                                  | Ucraina                                                                | Qual. Euro 2024                                                        | -                                                                      | 46’                                                                    |
| 20-11-2023                                                             | Leverkusen                                                             | Ucraina                                                                | 0 – 0                                                                  | Italia                                                                 | Qual. Euro 2024                                                        | -                                                                      | 90+1’                                                                  |
| 3-6-2024                                                               | Norimberga                                                             | Germania                                                               | 0 – 0                                                                  | Ucraina                                                                | Amichevole                                                             | -                                                                      |                                                                        |
| 26-6-2024                                                              | Stoccarda                                                              | Ucraina                                                                | 0 – 0                                                                  | Belgio                                                                 | Euro 2024 - 1º turno                                                   | -                                                                      | 81’                                                                    |
| 11-10-2024                                                             | Poznań                                                                 | Ucraina                                                                | 1 – 0                                                                  | Georgia                                                                | UEFA Nations League 2024-2025 - 1º turno                               | -                                                                      | 90’                                                                    |
| 23-3-2025                                                              | Genk                                                                   | Belgio                                                                 | 3 – 0                                                                  | Ucraina                                                                | UEFA Nations League 2024-2025 - Play-off                               | -                                                                      | 89’                                                                    |
| Totale                                                                 |                                                                        | Presenze                                                               | 9                                                                      |                                                                        | Reti                                                                   | 0                                                                      |                                                                        |